# Port Rambaud
Pour les articles homonymes, voir Rambaud.
Le port Rambaud est un ancien port fluvial de Lyon, sur la Saône, situé entre le pont de la Mulatière et l'ancienne gare d'eau, dans le quartier de la Confluence au bout de la presqu'île.

## Historique
La création d'un port public sur la Saône en remplacement de l'ancienne gare d'eau de Perrache est approuvée par le conseil municipal de Lyon en 1909. Les travaux sont figés durant la Première Guerre mondiale mais aboutissent en 1926.
D'une longueur initiale de 500 m, il est d'abord prolongé en 1929 jusqu'au pont de la Mulatière pour atteindre en 1953 les 1 000 m, permettant de stocker sur 16 000 m3 des hydrocarbures.
À partir de 1985, les activités du port Rambaud sont transférées vers le port Édouard-Herriot. Fermé en 1991, ses terrains sont cédées à Voies navigables de France et à la communauté urbaine de Lyon.

L'ancien port devient zone d'aménagement concerté pour constituer le nouveau quartier de La Confluence.

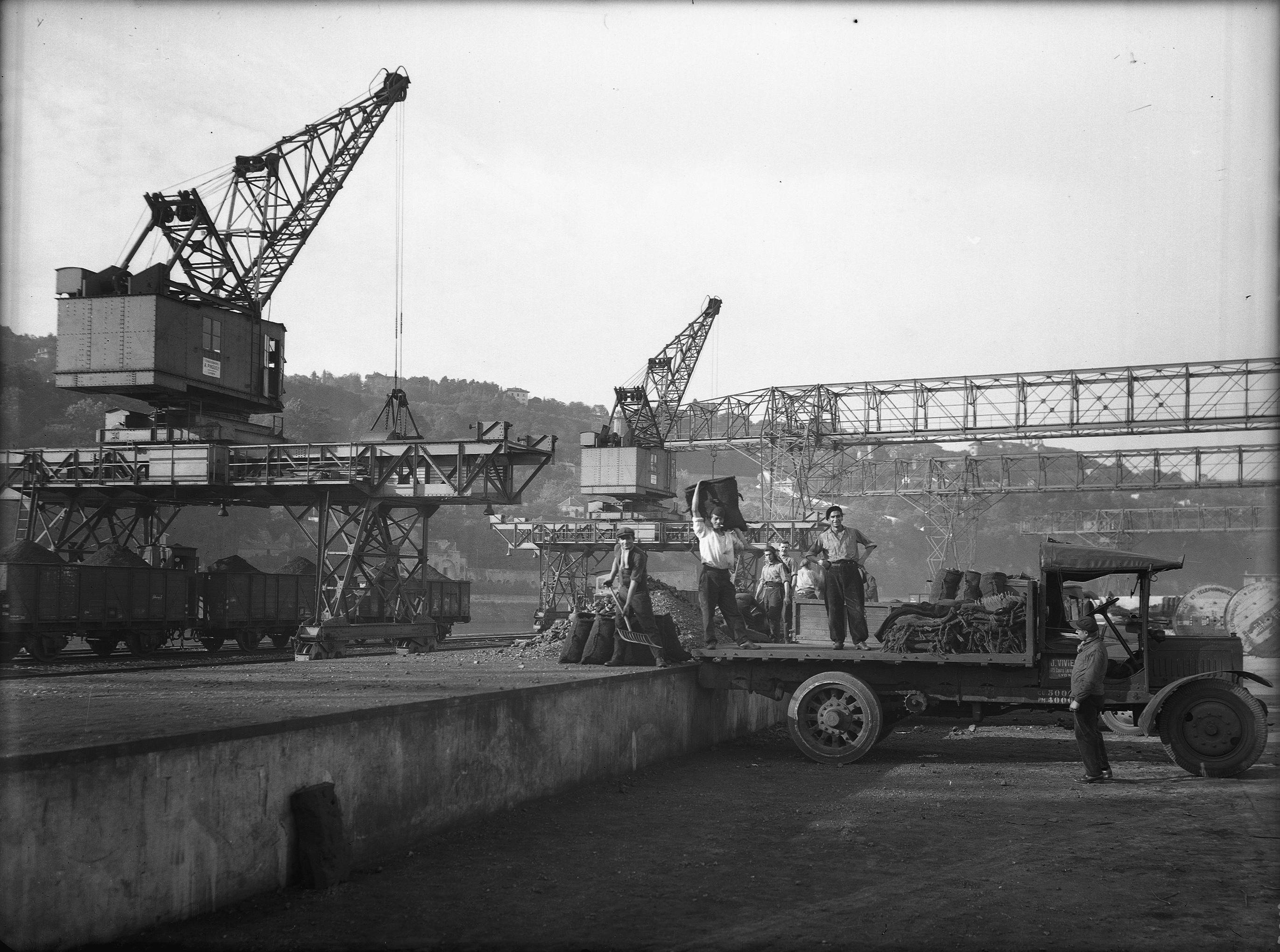
Activité sur les quais
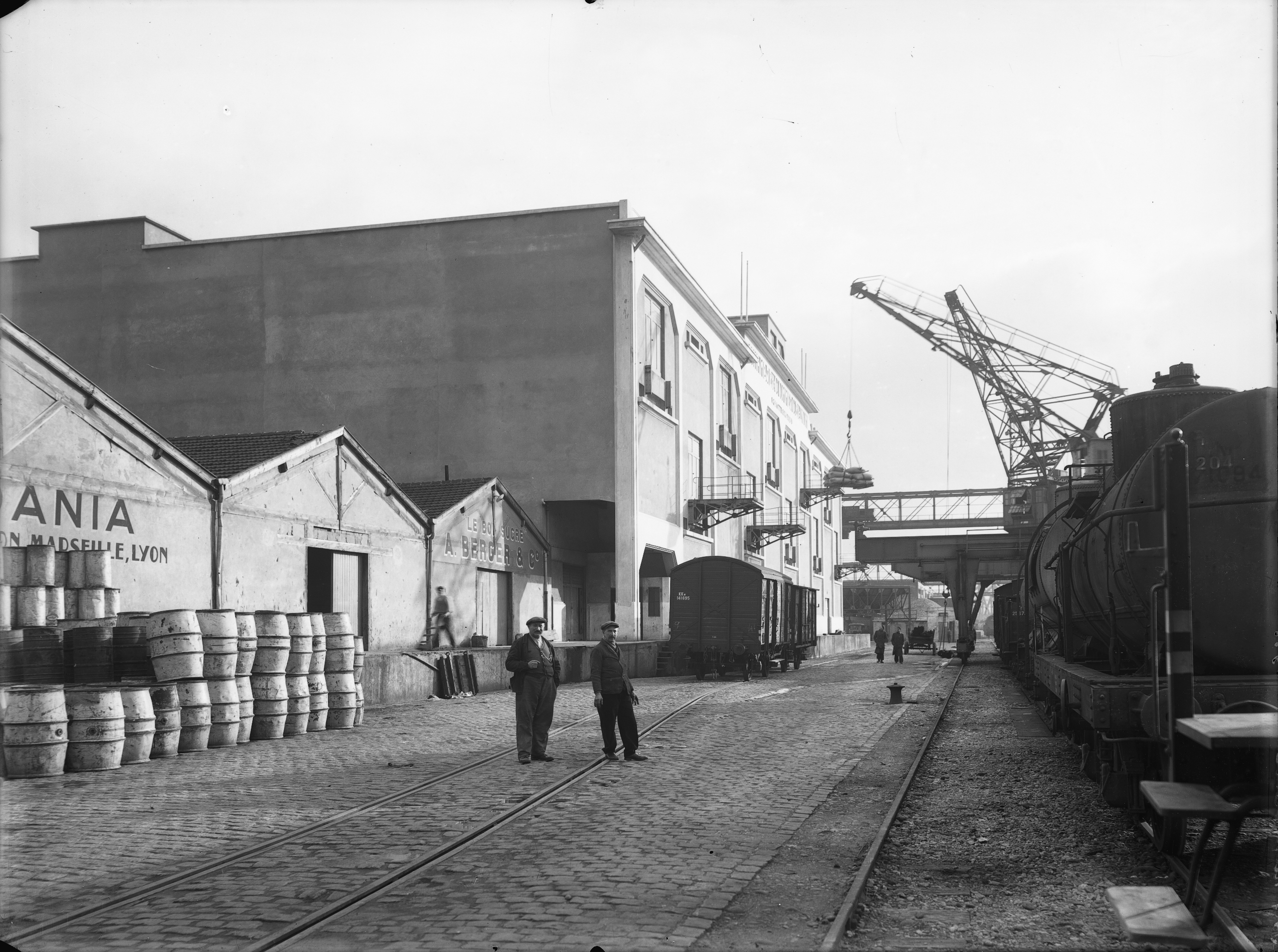
Quai Rambaud
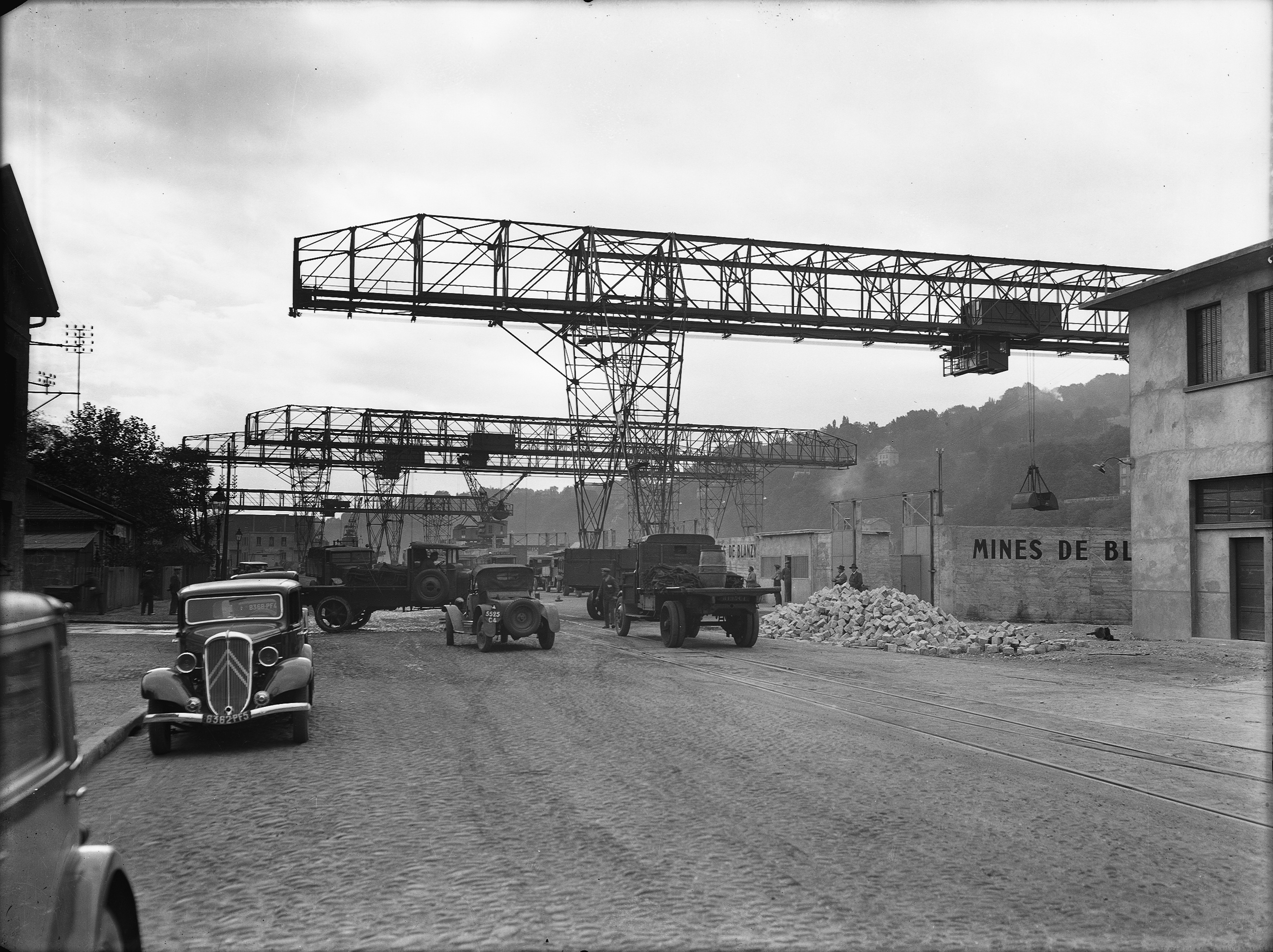
Enfilade de ponts roulants, rue Hrant Dink
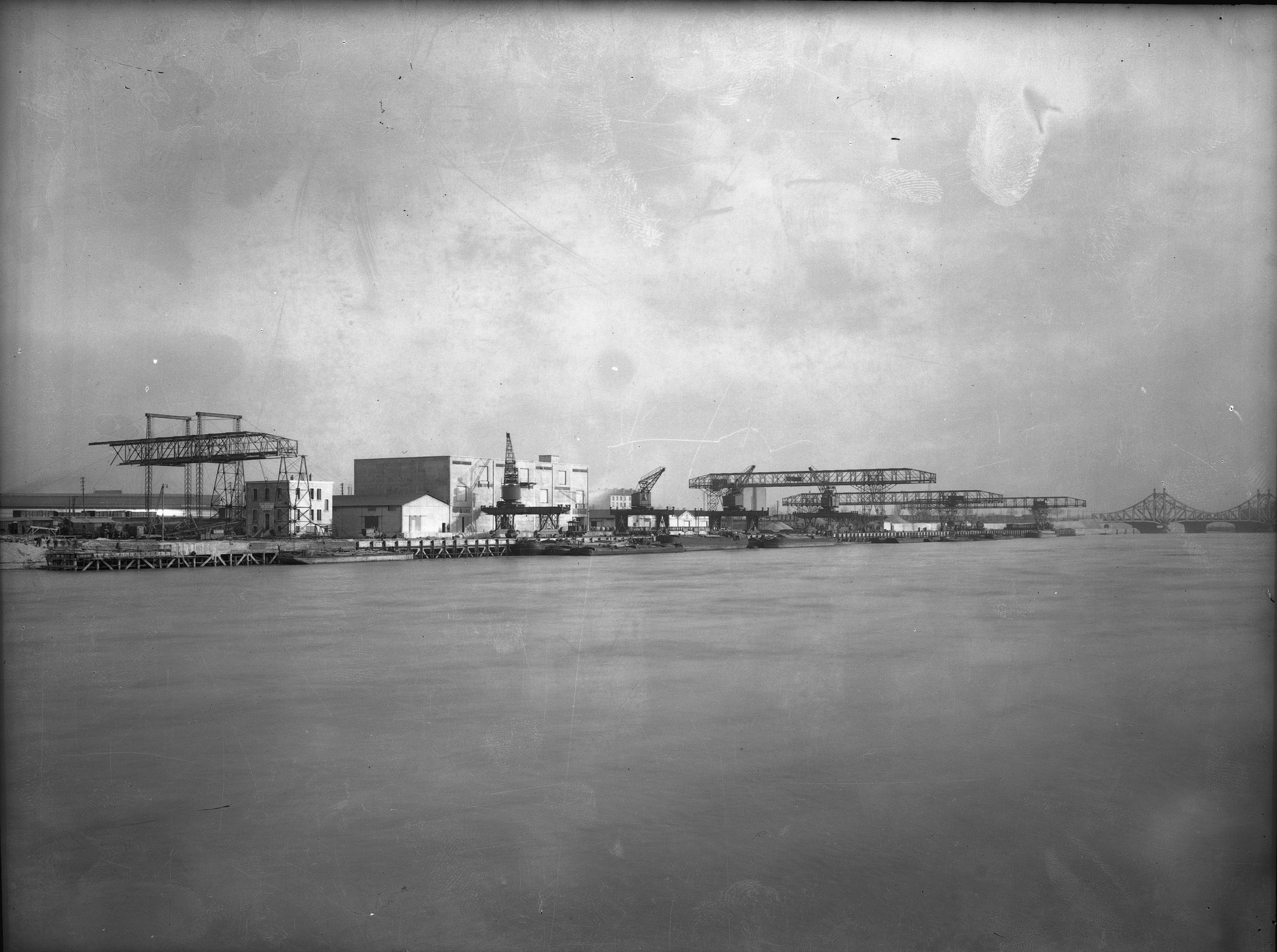
Le port en cours de construction
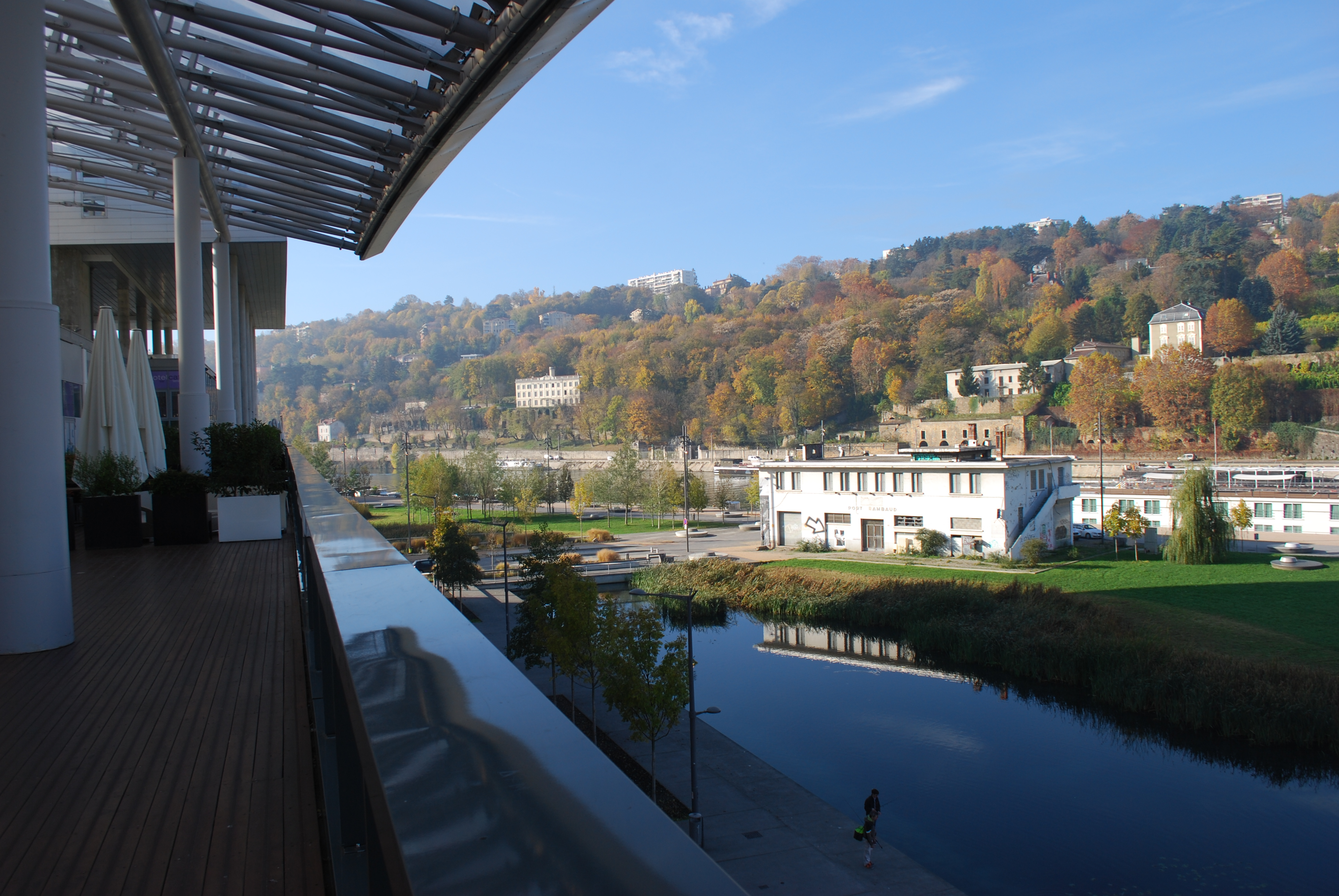
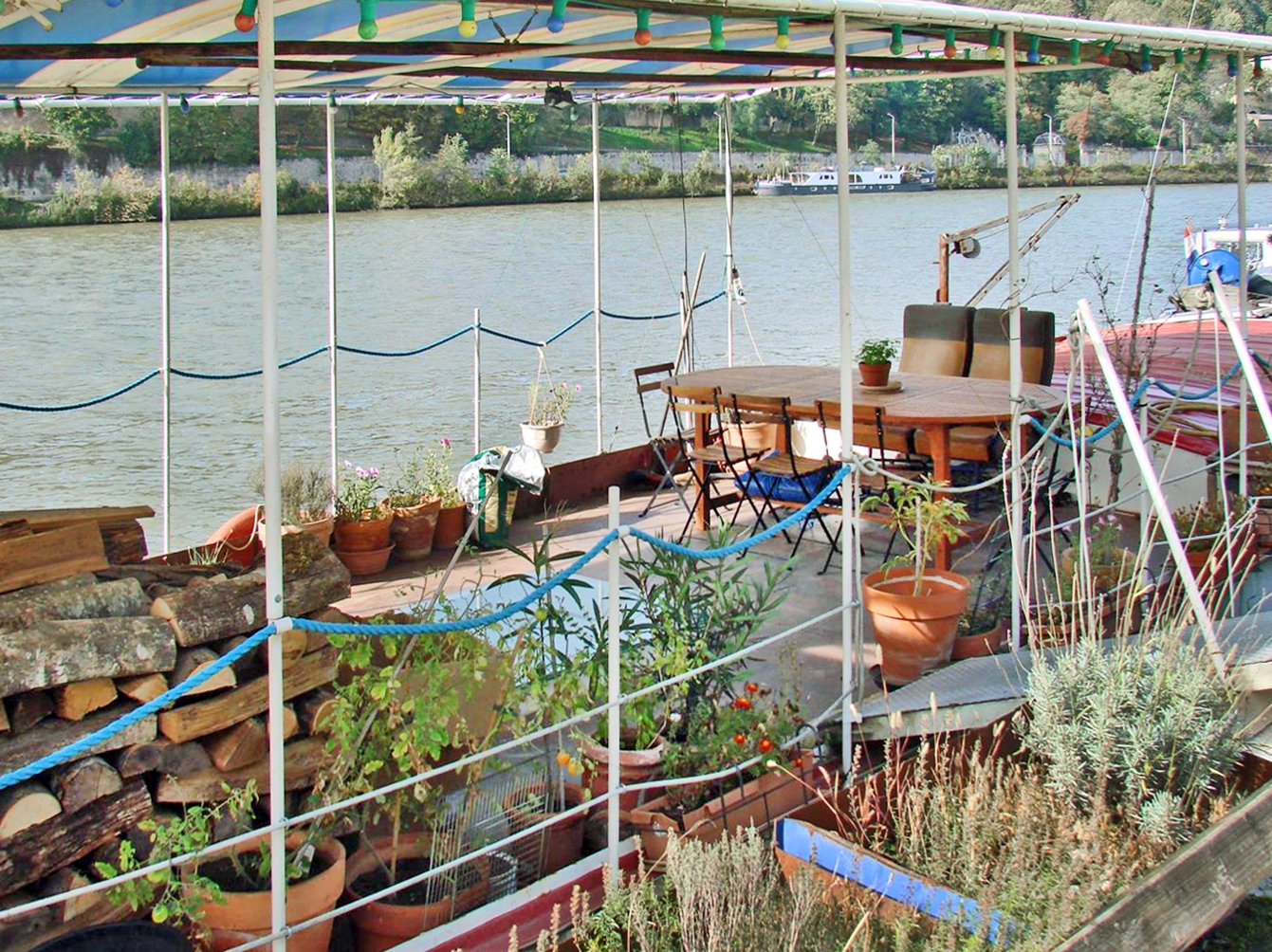
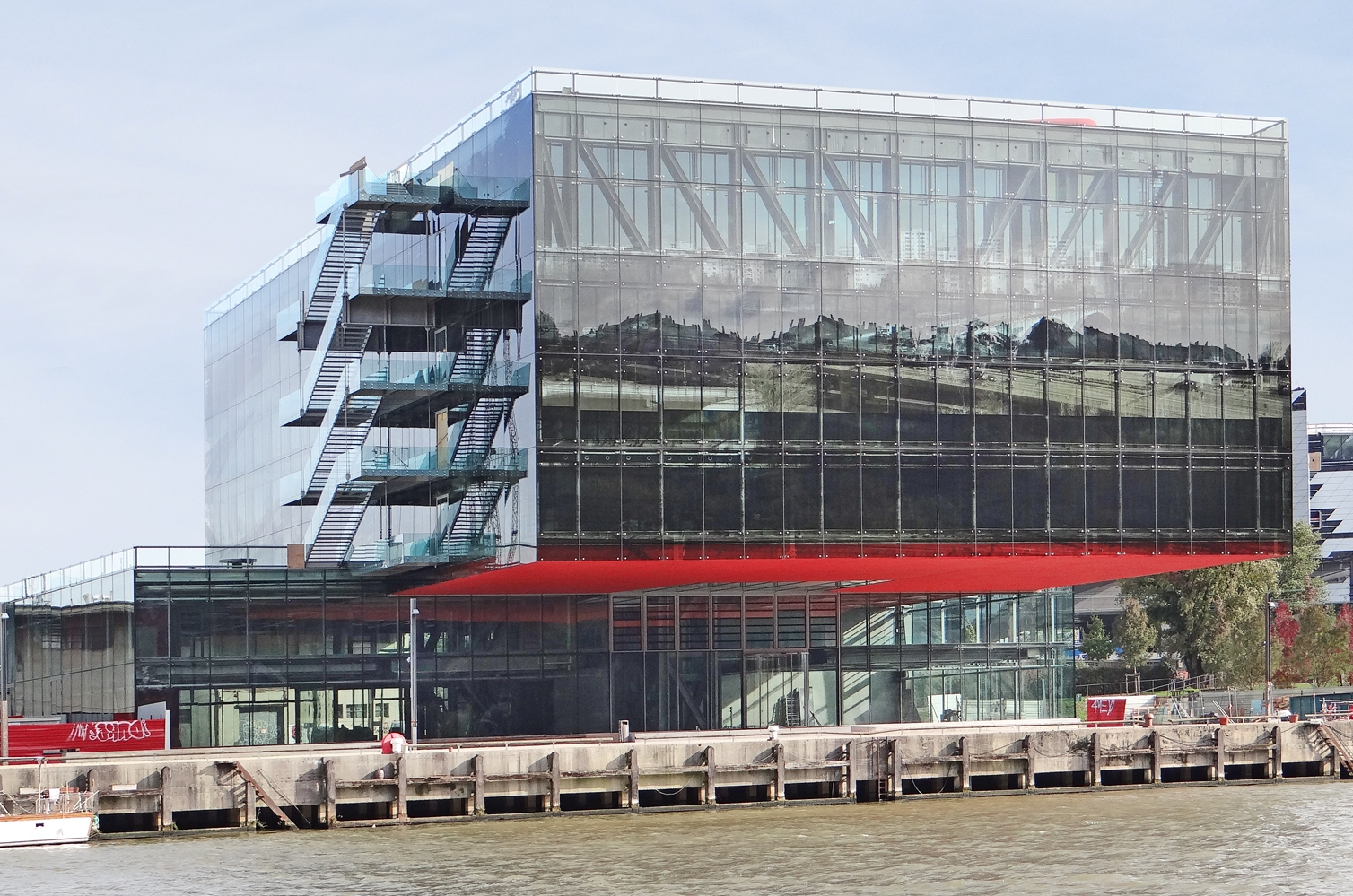
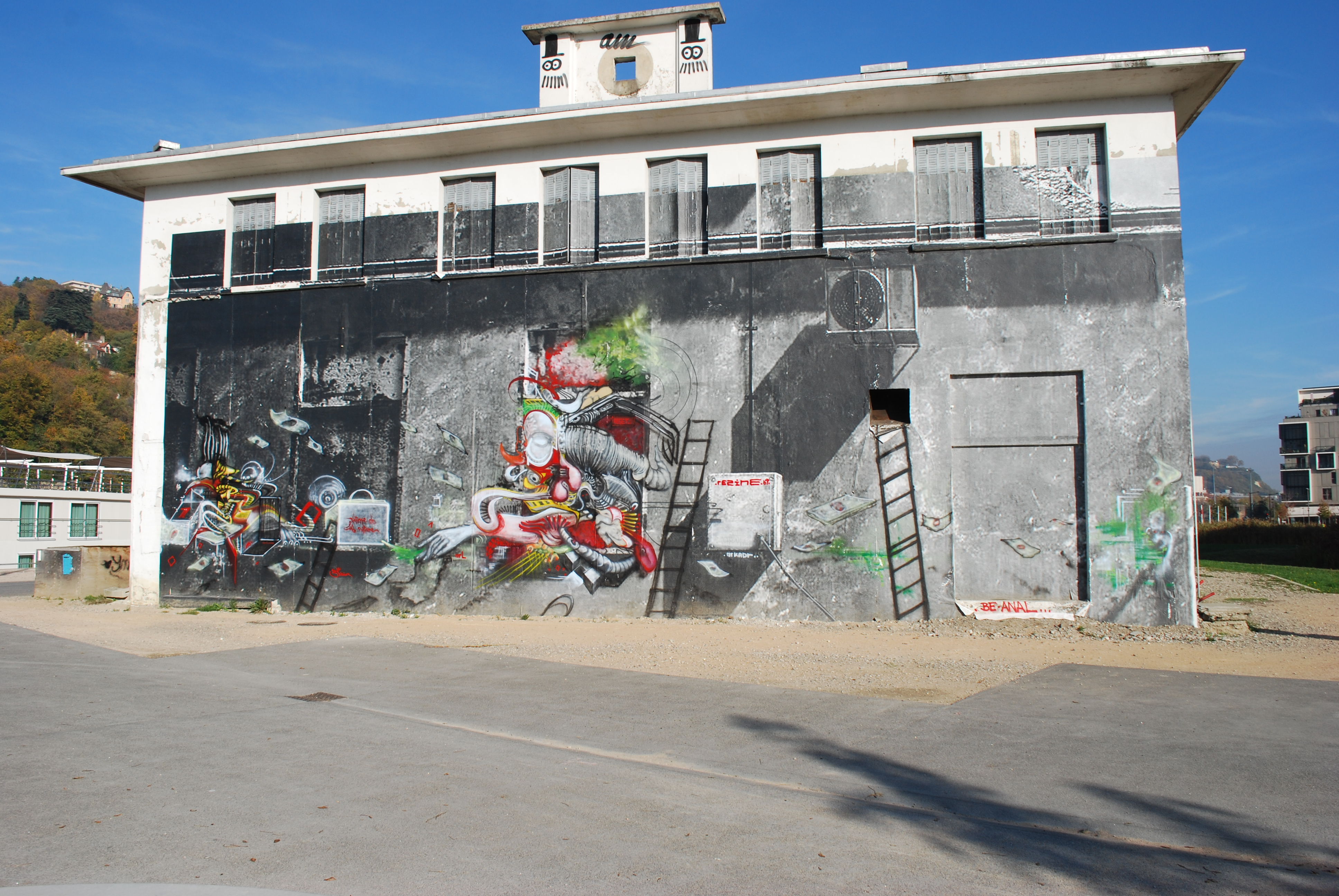

Le port tire son nom de Pierre-Thomas Rambaud, homme politique et maire de Lyon de 1818 à 1826. 

## Trafic et activité
Initialement destiné aux marchandises, le port Rambaud se dote d'entrepôts qui stockent principalement du charbon, des biens métallurgiques, de la chaux, du ciment, des denrées alimentaires et des produits agricoles.

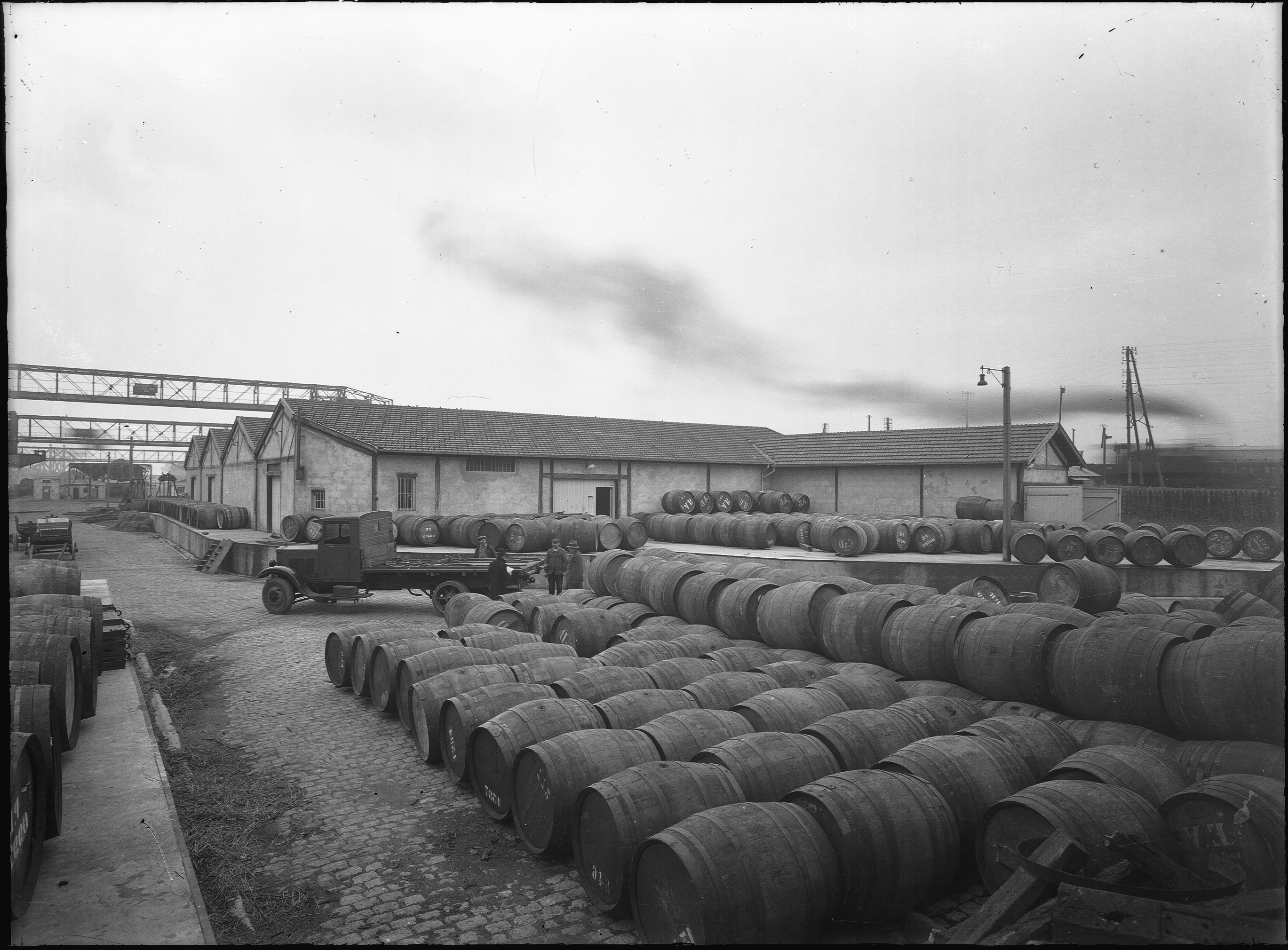
Entrepôt des vins 1931
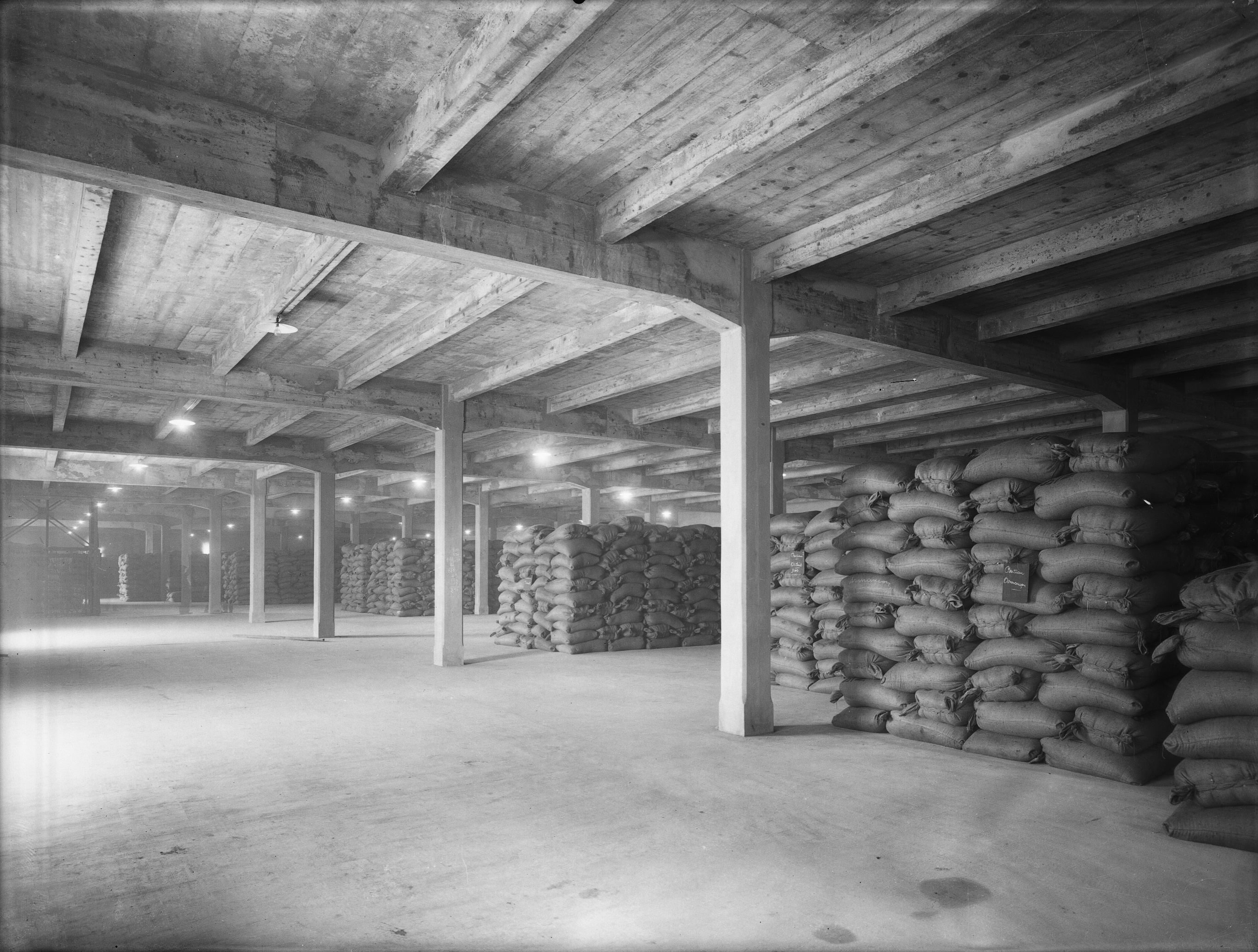
Intérieur d'un entrepôt du port Rambaud